# Isotopes du ruthénium
Le ruthénium (Ru, numéro atomique 44) possède 34 isotopes connus, de nombre de masse variant entre 87 et 120, et 7 isomères nucléaires. Parmi ces isotopes, sept sont stables, 96Ru, 98Ru, 99Ru, 100Ru, 101Ru, 102Ru et 104Ru ; ils constituent l'intégralité du ruthénium naturellement présent, le plus abondant étant 102Ru (31,5 %). On attribue au ruthénium une masse atomique standard de 101,07(2) u.
Parmi les 27 radioisotopes artificiels du ruthénium, les plus stables sont 106Ru (demi-vie de 373,59 jours), 103Ru (39,26 jours) 97Ru (2,79 jours) et 97Ru (1,643 heure). Tous les autres isotopes ont des demi-vie inférieure à une heure, et la plupart à une minute. L'isomère nucléaire le plus stable est 93m1Ru, avec une demi-vie de 10,8 secondes.
Les radioisotopes plus légers que les isotopes stables (A < 96 et 97Ru) se désintègrent principalement par émission de positron (β+) en isotopes du technétium. Les radioisotopes plus lourds (A > 104 et 103Ru) se désintègrent eux principalement par désintégration β− en isotopes du rhodium.

## Isotopes notables

### Ruthénium naturel
Le ruthénium naturel est constitué des sept isotopes stables, 96Ru, 98Ru, 99Ru, 100Ru, 101Ru, 102Ru et 104Ru. Tous sont théoriquement capables de fission spontanée, bien que cette dernière n'ait été observée dans aucun des cas. De même, 96Ru et 104Ru sont soupçonnés d'être faiblement radioactifs, se désintégrant respectivement par double émission bêta β+ en 96Mo avec une demi-vie supérieure à 6,7×1016 ans et par double émission bêta β− en 104Pd, mais encore une fois de telles désintégrations n'ont encore jamais été observées.
| Isotope | Abondance (pourcentage molaire) |
| ------- | ------------------------------- |
| 96Ru    | 5,54(14) %                      |
| 98Ru    | 1,87 (3) %                      |
| 99Ru    | 12,76 (14) %                    |
| 100Ru   | 12,60 (7) %                     |
| 101Ru   | 17,06 (2) %                     |
| 102Ru   | 31,55 (14) %                    |
| 104Ru   | 18,62 (27) %                    |

## Table des isotopes
| Symbole de l'isotope | N (n)                | Masse isotopique     | Demi-vie               | Mode(s) de désintégration, | Isotope(s) fils | Spin nucléaire |
| Symbole de l'isotope | Énergie d'excitation | Énergie d'excitation | Demi-vie               | Mode(s) de désintégration, | Isotope(s) fils | Spin nucléaire |
| -------------------- | -------------------- | -------------------- | ---------------------- | -------------------------- | --------------- | -------------- |
| 87Ru                 | 43                   | 86,94918(64)#        | 50# ms [>1,5 µs]       | β+                         | 87Tc            | 1/2-#          |
| 88Ru                 | 44                   | 87,94026(43)#        | 1,3(3) s [1,2(+3-2) s] | β+                         | 88Tc            | 0+             |
| 89Ru                 | 45                   | 88,93611(54)#        | 1,38(11) s             | β+                         | 89Tc            | (7/2)(+#)      |
| 90Ru                 | 46                   | 89,92989(32)#        | 11,7(9) s              | β+                         | 90Tc            | 0+             |
| 91Ru                 | 47                   | 90,92629(63)#        | 7,9(4) s               | β+                         | 91Tc            | (9/2+)         |
| 91mRu                | 80(300)# keV         | 80(300)# keV         | 7,6(8) s               | β+ (>99,9 %)               | 91Tc            | (1/2-)         |
| 91mRu                | 80(300)# keV         | 80(300)# keV         | 7,6(8) s               | TI (<0,1 %)                | 91Ru            | (1/2-)         |
| 91mRu                | 80(300)# keV         | 80(300)# keV         | 7,6(8) s               | β+, p (<0,1 %)             | 90Mo            | (1/2-)         |
| 92Ru                 | 48                   | 91,92012(32)#        | 3,65(5) min            | β+                         | 92Tc            | 0+             |
| 93Ru                 | 49                   | 92,91705(9)          | 59,7(6) s              | β+                         | 93Tc            | (9/2)+         |
| 93m1Ru               | 734,40(10) keV       | 734,40(10) keV       | 10,8(3) s              | β+ (78 %)                  | 93Tc            | (1/2)-         |
| 93m1Ru               | 734,40(10) keV       | 734,40(10) keV       | 10,8(3) s              | TI (22 %)                  | 93Ru            | (1/2)-         |
| 93m1Ru               | 734,40(10) keV       | 734,40(10) keV       | 10,8(3) s              | β+, p (0,027 %)            | 92Mo            | (1/2)-         |
| 93m2Ru               | 2082,6(9) keV        | 2082,6(9) keV        | 2,20(17) µs            |                            |                 | (21/2)+        |
| 94Ru                 | 50                   | 93,911360(14)        | 51,8(6) min            | β+                         | 94Tc            | 0+             |
| 94mRu                | 2644,55(25) keV      | 2644,55(25) keV      | 71(4) µs               |                            |                 | (8+)           |
| 95Ru                 | 51                   | 94,910413(13)        | 1,643(14) h            | β+                         | 95Tc            | 5/2+           |
| 96Ru                 | 52                   | 95,907598(8)         | Observé stable         | Observé stable             | Observé stable  | 0+             |
| 97Ru                 | 53                   | 96,907555(9)         | 2,791(4) j             | β+                         | 97mTc           | 5/2+           |
| 98Ru                 | 54                   | 97,905287(7)         | Stable                 | Stable                     | Stable          | 0+             |
| 99Ru                 | 55                   | 98,9059393(22)       | Stable                 | Stable                     | Stable          | 5/2+           |
| 100Ru                | 56                   | 99,9042195(22)       | Stable                 | Stable                     | Stable          | 0+             |
| 101Ru                | 57                   | 100,9055821(22)      | Stable                 | Stable                     | Stable          | 5/2+           |
| 101mRu               | 527,56(10) keV       | 527,56(10) keV       | 17,5(4) µs             |                            |                 | 11/2-          |
| 102Ru                | 58                   | 101,9043493(22)      | Stable                 | Stable                     | Stable          | 0+             |
| 103Ru                | 59                   | 102,9063238(22)      | 39,26(2) j             | β−                         | 103Rh           | 3/2+           |
| 103mRu               | 238,2(7) keV         | 238,2(7) keV         | 1,69(7) ms             | TI                         | 103Ru           | 11/2-          |
| 104Ru                | 60                   | 103,905433(3)        | Observé stable         | Observé stable             | Observé stable  | 0+             |
| 105Ru                | 61                   | 104,907753(3)        | 4,44(2) h              | β−                         | 105Rh           | 3/2+           |
| 106Ru                | 62                   | 105,907329(8)        | 373,59(15) j           | β−                         | 106Rh           | 0+             |
| 107Ru                | 63                   | 106,90991(13)        | 3,75(5) min            | β−                         | 107Rh           | (5/2)+         |
| 108Ru                | 64                   | 107,91017(12)        | 4,55(5) min            | β−                         | 108Rh           | 0+             |
| 109Ru                | 65                   | 108,91320(7)         | 34,5(10) s             | β−                         | 109Rh           | (5/2+)#        |
| 110Ru                | 66                   | 109,91414(6)         | 11,6(6) s              | β−                         | 110Rh           | 0+             |
| 111Ru                | 67                   | 110,91770(8)         | 2,12(7) s              | β−                         | 111Rh           | (5/2+)         |
| 112Ru                | 68                   | 111,91897(8)         | 1,75(7) s              | β−                         | 112Rh           | 0+             |
| 113Ru                | 69                   | 112,92249(8)         | 0,80(5) s              | β−                         | 113Rh           | (5/2+)         |
| 113mRu               | 130(18) keV          | 130(18) keV          | 510(30) ms             |                            |                 | (11/2-)        |
| 114Ru                | 70                   | 113,92428(25)#       | 0,53(6) s              | β− (>99,9 %)               | 114Rh           | 0+             |
| 114Ru                | 70                   | 113,92428(25)#       | 0,53(6) s              | β−, n (<0,1 %)             | 113Rh           | 0+             |
| 115Ru                | 71                   | 114,92869(14)        | 740(80) ms             | β− (>99,9 %)               | 115Rh           |                |
| 115Ru                | 71                   | 114,92869(14)        | 740(80) ms             | β−, n (<0,1 %)             | 114Rh           |                |
| 116Ru                | 72                   | 115,93081(75)#       | 400# ms [>300 ns]      | β−                         | 116Rh           | 0+             |
| 117Ru                | 73                   | 116,93558(75)#       | 300# ms [>300 ns]      | β−                         | 117Rh           |                |
| 118Ru                | 74                   | 117,93782(86)#       | 200# ms [>300 ns]      | β−                         | 118Rh           | 0+             |
| 119Ru                | 75                   | 118,94284(75)#       | 170# ms [>300 ns]      |                            |                 |                |
| 120Ru                | 76                   | 119,94531(86)#       | 80# ms [>300 ns]       |                            |                 | 0+             |

1. ↑  Abréviation :
TI : Transition isomérique.
2. ↑  Isotopes stables en gras.
3. ↑  Soupçonné de se désintégrer par β+β+ en 96Mo avec une demi-vie supérieure à 6,7×1016 ans.
4. 1 2 3 4 5  Théoriquement capable de fission spontanée.
5. 1 2 3 4 5 6  Produit de fission.
6. ↑  Soupçonné de se désintégrer par β−β− en 104Pd.

### Remarques

Ce diagramme montre l’abondance isotopique naturelle (normale) du ruthénium, ainsi que celle du site du réacteur nucléaire naturel d'Oklo modifiée par les isotopes du ruthénium produits par la fission de 235U.

- Il existe des échantillons géologiques exceptionnels dont la composition isotopique est en dehors de l'échelle donnée. L'incertitude sur la masse atomique de tels échantillons peut excéder les valeurs données.
- Les valeurs marquées # ne sont pas purement dérivées des données expérimentales, mais aussi au moins en partie à partir des tendances systématiques. Les spins avec des arguments d'affectation faibles sont entre parenthèses.
- Les incertitudes sont données de façon concise entre parenthèses après la décimale correspondante. Les valeurs d'incertitude dénotent un écart-type, à l'exception de la composition isotopique et de la masse atomique standard de l'IUPAC qui utilisent des incertitudes élargies[3].